# Danskeren (Den Danske Forening)
 For alternative betydninger, se Danskeren (flertydig). (Se også artikler, som begynder med Danskeren)
Danskeren er et blad udgivet af den Den Danske Forening fire gange årligt siden 1987. Fra og med 2015 er bladets titel ændret til: Indsigt-Udsyn.
Redaktøren var i mange år forhenværende landsarkivar, dr.phil. Sune Dalgård.

## Grundholdninger
Bladet råder over sit eget informationsnetværk både i Danmark og udlandet, og dets redaktionelle linje bygger på fire grundholdninger:
- Overbefolkningsproblemet og de mange etniske og religiøse konflikter i verden kan ikke løses ved at lade alverdens folk slå sig ned i Danmark.

- Det "multietniske" samfund, som Folketinget er i færd med at skabe, vil gøre Danmark til en heksekedel.

- Den kostbare asylpolitik er uansvarlig i en verden, hvor tusinder hver dag dør af sult – og i et land hvor de dårligt stillede lades i stikken.

- Danmarks fremtid skal hverken bestemmes af politiske ekstremister eller af den "humanitære" industri.

## Redaktører
- 1987-2006 Sune Dalgård
- 2006- nu Harry Vinter